# وعلان حجري
وعلان حجري (الاسم العلمي:Commelina saxatilis) هو نوع من النباتات يتبع جنس الوعلان من الفصيلة الوعلانية.